# 富靜岩
富靜岩（1906年6月22日—1995年5月24日），字若谷。遼北省法庫縣人。民國37年（1948年）在遼北省選區當選第一屆立法委員。

## 生平[1][2][3][4][5][6][7]
- 上海中國公學大學部政經系畢業
- 英國倫敦大學政經學院研究
- 中央訓練團黨政班卅一期、革命實踐院廿二期、聯戰班三期結業
- 中國婦女生活改進會理事長
- 社會部專員兼會計室股長
- 社會部會計處科長
- 社會部社會行政計劃委員社會部顧問